# Cyril Rootham
Cyril Bradley Rootham (Bristol, 5 ottobre 1875 – Cambridge, 18 marzo 1938) è stato un compositore, direttore d'orchestra e organista inglese.

## Biografia

### I primi anni
Cyril Bradley Rootham nacque nella città di Bristol (Regno Unito). Era figlio di Daniel Wilberforce Rootham e Mary Rootham (nata Gimblett Evans). 
Suo padre era un insegnante di canto il cui alunni incluso Eva Turner e Clara Butt. Suo padre è stato anche direttore musicale della Bristol Madrigal Society.
Cyril Rootham è stato istruito a Bristol Grammar School.

## Riconoscimenti
- 1904 - Premio della rivista "Musical Times": Op. 16 A Shepherd in a Glade
- 1906 - Premio della Madrigal Society a Londra: Op. 13 Sweet Echo
- 1922 - Premio della Fondazione Carnegie: Op. 65 Brown Earth
- 1928 - Premio della Fondazione Carnegie: Op. 81 Ode on the Morning of Christ's Nativity

## Opere

### Opere per orchestra
- Suite in Re minore per orchestra, Op.6 (1899)
- Overture: "To the Spirit of Comedy", Ouverture per orchestra, Op.25 (1907)
- Rhapsody "A Passer By", Ouverture per orchestra, Op.36 (1910)
- Pan: Rhapsody for Full Orchestra per orchestra, Op.42 (1912)
- Concert Overture "The Two Sisters", Ouverture per orchestra, Op.57 (1918)
- Processional for the Chancellor's Music per orchestra, Op.60 (1920)
- Rhapsody for Double String Orchestra on the tune "Lazarus" per orchestra, Op.67 (1922)
- St John's Suite per piccola orchestra, Op.82 (1929)
- The Psalm of Adonis per orchestra, Op.84 (1931)
- Sinfonia No.1 in Do minore per orchestra, Op.86 (1932)
- Sinfonia No.2 in Re maggiore per orchestra e voci femminile, Op.97 (1936-38)

### Opere per coro e orchestra (cantate, oratori ecc.)
- Ode: How Sleep the Brave per coro e orchestra, Op.7 (1899)
- Andromeda, Cantata per solisti, coro e orchestra, Op.18 (1905)
- The Lady of Shalott, Cantata per mezzosoprano solo, coro e orchestra, Op.33 (1909)
- The Stolen Child per coro e orchestra, Op.38 (1912)
- For the Fallen per coro e orchestra, Op.51 (1915)
- Brown Earth per coro, semi-coro e orchestra, Op.65 (1922)
- The Golden Time per coro e orchestra, Op.69 (1923)
- La mattina della Natività di Cristo (Ode on the Morning of Christ's Nativity), Oratorio per solisti, coro, semi-coro e orchestra, Op.81 (1928)
- City in the West per coro, orchestra d'archi e arpa, Op.93 (1936)

### Musica da camera
- Quartetto in la maggiore, Op.2 (1899)
- Adagio e Scherzo per archi, Op.3 (1890+)
- Impressions pour violon et piano, Op.8 (1900)
- Quartetto per archi in sol minore, Op.10 (1902)
- Réminiscences des Alpes Bavaroises [per violino e pianoforte], Op.12 (1906)
- Capriccio per quartetto d'archi in re minore, op.20 (1905)
- Quintetto per archi in re maggiore, Op.27 (1909)
- Quartetto per archi in do maggiore, Op.49 (1914)
- Suite Miniature [per quartetto d'archi e pianoforte], Op.61 (1920)
- Suite in tre movimenti [per flauto e pianoforte], Op.64 (1921)
- Nella Lake Country [per violino, viola o violoncello e pianoforte], Op.73 (1924)
- Sonata in sol minore per violino e pianoforte, Op.75 (1925)
- Septet [per viola, flauto, oboe, clarinetto, fagotto, corno e arpa], Op.83 (1930)
- Trio per violino, violoncello e pianoforte, Op.85 (1931)

### Opere per piano solo
- Suite for Pianoforte, Op.88 (1933)

### Opere per organo
- Epinikion, Op. 28 (1906)
- Elegiac Rhapsody on an Old Church Melody, Op.37 (1910)
- Rhapsody On An Old English Tune ("Lazarus"), Op.52 (1915)